# Acacia nanopravissima
Acacia nanopravissima é uma espécie de leguminosa do gênero Acacia, pertencente à família Fabaceae.